# Serkan
Sarkān o  Serkān (farsi سرکان) è una città dello shahrestān di Tuyserkan, circoscrizione Centrale, nella provincia di Hamadan. Aveva, nel 2006, una popolazione di 4.557 abitanti.